# Rufino
Rufino – miasto w Argentynie w prowincji Santa Fe.
W 2010 roku miasto liczyło 18,7 tys. mieszkańców.